# Rozzářit hvězdy
Rozzářit hvězdy (v anglickém originále Set Fire to the Stars) je britské životopisné drama z roku 2014. Film měl premiéru na Edinburském mezinárodním filmovém festivalu. Autorem hudby k filmu je velšský hudebník Gruff Rhys. Režisérem filmu je Andy Goddard (autorem scénáře je spolu s ním Celyn Jones) a hlavní role ve filmu hrají Elijah Wood (John Malcolm Brinnin) a Celyn Jones (Dylan Thomas). Odehrává se v roce 1950, kdy velšský básník Dylan Thomas odjel na své první turné do Spojených států amerických.